# 庄司卓
庄司 卓（しょうじ たかし、1963年7月27日 -）は、日本の小説家、ライトノベル作家。東京都足立区出身。

## 人物
アニメ誌ライター、ゲーム会社勤務を経て、1992年に『ダンシィング・ウィズ・ザ・デビルス』でデビューした。公式サイトのチャットに自ら参加するなど、とてもフレンドリーな人物である。F1好きで、レースが放送される日の公式サイトのチャットルームは、テレビ観戦しながらのF1チャットと化していたりする。代表作である『それゆけ!宇宙戦艦ヤマモト・ヨーコ』の作中ではゲームやアニメ、F1の話題が頻繁に出てきたが、これらは全て本人の趣味である。

## 作品リスト
- 富士見ファンタジア文庫
  - ダンシィング・ウィズ・ザ・デビルス （1992年 - 1993年） ※μNOVELにて新装版刊行
  - 絶神久遠 （1992年）
  - それゆけ!宇宙戦艦ヤマモト・ヨーコ （1993年 - 2001年） ※未完。朝日ノベルズにて新装版[1]が完結
  - 魔法の勇者ステラーミミィ （1994年）
  - ダンシングウィスパーズ （1994年 - 1998年） ※未完
  - 限外特捜シャッフル （1995年） ※1巻のみで続巻無し

- ソノラマ文庫
  - 倒凶十将伝 （1995年 - 2006年）

- 朝日ノベルズ
  - 真紀・倒凶十将伝 （2010年）
  - それゆけ!宇宙戦艦ヤマモト・ヨーコ【完全版】 （2010年 - 2013年） ※本編は12巻で完結。番外編予定

- 角川スニーカー文庫
  - ファンタシースターオンライン （2001年）
  - エイティエリート （2003年 - 2004年）

- 電撃文庫
  - アイシア （2001年）

- ファミ通文庫
  - トゥインクル☆スターシップ （2001年 - 2008年）
  - 命じて！服従フロイライン （2009年 - 2010年）
  - パッチワーク!ワンダーランド （2010年 - 2011年）
  - ショートストーリーズ 3分間のボーイ・ミーツ・ガール （2011年） ※複数作家によるオムニバス作品
  - 我が偽りの名の下に集え、星々 （2017年）

- 角川書店
  - ガンダムNOVELS―閃光となった戦士たち （2004年） ※複数作家によるオムニバス作品

- HJ文庫
  - グロリアスドーン （2006年 - 2010年）
  - グロリアスドーン 全14冊合本版 （2015年） ※電子書籍専用。書き下ろし「テキストRadio」、合本版あとがき収録
  - ルミナス☆アイドル（2016年 - ）

- ソノラマノベルス
  - サーバンツログ 英雄は泣かない （2007年）

- μNOVEL（毎日新聞出版）
  - ダンシィング・ウィズ・ザ・デビルス【新装版】 （2016年） ※書き下ろし短編収録

## イベント出演等
- 2011年6月18日（土）に、有隣堂ヨドバシAKIBA店で『それゆけ!宇宙戦艦ヤマモト・ヨーコ完全版』5巻発売に合わせて、イラスト担当の赤石沢貴士と合同サイン会が開催された[2]。
- 2013年2月23日（土）に、『それゆけ!宇宙戦艦ヤマモト・ヨーコ完全版』12巻発売に合わせて、秋葉原書泉ブックタワーにてサイン会が行われた[3]。
- 2016年5月4日（水）に、『ダンシィング・ウィズ・ザ・デビルス』新装版下巻発売に合わせて、メロンブックス秋葉原1号店にてサイン会が行われた[4]。